# Les Trois Mousquetaires (film, 1948)
Pour les articles homonymes, voir Les Trois Mousquetaires (homonymie).
Pour plus de détails, voir Fiche technique et Distribution.
Les Trois Mousquetaires (The Three Musketeers) est un film américain réalisé par George Sidney, sorti en 1948.

## Synopsis
D'Artagnan, jeune noble provincial venant de sa Gascogne natale, arrive à Paris pour s’engager dans le régiment des mousquetaires du roi Louis XIII. Il s’installe en pension chez le vieux M. Bonacieux, dont la filleule Constance ne le laisse pas indifférent. Son tempérament enthousiaste et bouillonnant lui vaut de provoquer en duel trois mousquetaires : Athos, Porthos et Aramis. 
Pendant qu'il croise le fer avec le premier des mousquetaires, l’arrivée des gardes du cardinal de Richelieu met un terme à leur combat et D’Artagnan décide de se ranger aux côtés de ses trois adversaires pour repousser les hommes du cardinal. Après cette victoire, ils s’unissent dans des aventures périlleuses pour déjouer les conspirations de Richelieu… criant en entrecroisant leurs épées : « Un pour tous, tous pour un. »

## Fiche technique
- Titre : Les Trois Mousquetaires
- Titre original : The Three Musketeers
- Réalisation : George Sidney, assisté de George Rhein
- Scénario : Robert Ardrey d’après l’œuvre d’Alexandre Dumas
- Direction artistique : Malcolm Brown et Cedric Gibbons
- Costumes : Walter Plunkett
- Photographie : Robert H. Planck
- Montage : Robert Kern (Robert J. Kern) et George Boemler
- Son : Douglas Shearer et Conrad Kahn
- Effets spéciaux : Warren Newcombe
- Musique : Herbert Stothart ; thèmes de Piotr Ilitch Tchaïkovski
- Production : Pandro S. Berman
- Sociétés de distribution : Metro-Goldwyn-Mayer (USA) ; Swashbuckler Films (France)
- Pays de production : États-Unis
- Langue : Anglais
- Format : Couleur (Technicolor) — Format 35 mm (procédé sphérique) — 1,37:1 — Son monophonique (Western Electric Sound System)
- Genre : Film dramatique, Film d'aventures, Film d'action, Film de cape et d'épée
- Durée : 125 min
- Dates de sortie : 
  - États-Unis : 19 octobre 1948
  - France : 20 septembre 1949
- Affiche : Roger Soubie (France)

## Distribution
- Gene Kelly (VF : Michel André) : D'Artagnan
- Lana Turner (VF : Denise Bosc) : Milady de Winter
- June Allyson (VF : Sophie Leclair) : Constance Bonacieux
- Vincent Price (VF : Jean-Henri Chambois) : le cardinal de Richelieu
- Van Heflin (VF : Serge Nadaud) : le comte Robert de La Fère dit Athos
- Keenan Wynn (VF : Camille Guérini) : Planchet
- John Sutton (VF : Jean Martinelli) : le duc de Buckingham
- Gig Young (VF : Yves Furet) : Porthos
- Robert Coote : Aramis
- Angela Lansbury (VF : Sylvie Deniau) : Anne d'Autriche
- Frank Morgan (VF : Jean Brochard) : Louis XIII
- Reginald Owen (VF : Henry-Laverne) : M. de Tréville
- Ian Keith (VF : Abel Jacquin) : le comte de Rochefort
- Patricia Medina : Kitty
- Richard Stapley : Albert
- Byron Foulger (VF : René Blancard) : M. Bonacieux
- Sol Gorss (VF : René Arrieu) : Jussac
- Richard Simmons (VF : Roger Rudel) : le comte de Wardes
- William Phipps : Grimaud
- Alberto Morin : Bazin
- Norman Leavitt : Mousqueton
- Robert Warwick (VF : Henri Darbrey) : le père de d'Artagnan
- Ruth Robinson : la mère de d'Artagnan
- Charles Bates : un frère de d'Artagnan
- David Blair : un frère de d'Artagnan
- Dickie Dubins : un frère de d'Artagnan
- Marie Windsor : une espionne
- Kirk Alyn : un ami d'Aramis
- Wilson Benge : un valet
- Gregg Barton : un mousquetaire
- Gordon Clark : un mousquetaire
- Fred Coby : un mousquetaire
- Leonard Penn : un mousquetaire
- Arthur Hohl (VF : Jean Clarieux) : un convive du « Dragon Rouge »
- William Edmunds : un aubergiste
- Frank Hagney : le bourreau de Lille
- William Bailey : un garde
- David Bond : un ami de D'Artagnan

## Musique
Avant les duels entre les mousquetaires et d’Artagnan, on entend quelques mesures de La Casquette du père Bugeaud datant de 1846.
Bien que la musique du film soit signée par Herbert Stothart, la partition contient de nombreuses citations du compositeur russe Tchaïkovski, dont Hamlet, la Symphonie Manfred et l'ouverture-fantaisie Roméo et Juliette. La comptine populaire Sur le pont d'Avignon est également citée à plusieurs reprises, notamment dès le début (vers 3'40") lorsque d'Artagnan franchit un pont. 

## Critique
Aurélien Ferenczi de Télérama définit le film comme « l'archétype du film de cape et d'épée ironique et flamboyant ». C'est pour le critique la meilleure adaptation du roman de Dumas.